# Jorge Camacho (baloncestista)
Jorge Manuel Camacho Federico (Hermosillo, Sonora; el 16 de abril de 1990) es un jugador de baloncesto profesional mexicano.

## Carrera deportiva
Camacho jugó becado por dos temporadas en la escuela Archbishop Riordan en San Francisco, California. Durante su segunda temporada promedió 19.1 puntos y 12.6 rebotes para convertirse en el Jugador del año de la Ciudad de San Francisco (San Francisco City Player of the Year). Logró 21 doble-dobles y ayudó a su equipo los Crusaders a ganar en 2008 el título del Central Coast Section, División III.
Camacho posteriormente jugó una temporada con la Universidad del Este de Kentucky en 2009 promediando 6.3 puntos por partido.
En 2010 inició su participación dentro de uno de los más grandes circuitos de México, la CIBACOPA con el equipo Mineros de Cananea.
Es un jugador insignia de los Rayos de Hermosillo, equipo de su ciudad natal en el Circuito de Baloncesto de la Costa del Pacífico.

### Selección nacional
[actualizar]
Durante agosto y septiembre de 2023 fue integrante de la selección de México que participó en el Mundial de 2023 celebrado en Asia, y que finalizó en vigesimoquinto lugar.